# Romuald Peiser
Romuald Desire Peiser (Phalsbourg, 3 agosto 1979) è un allenatore di calcio ed ex calciatore francese, preparatore dei portieri del CF Montréal.

## Carriera

### Club
Dopo aver giocato nei principali campionati europei, si trasferisce all'Académica nel 2010.

## Palmarès

### Competizioni Nazionali
- Coppa del Liechtenstein: 1

Vaduz: 2003
- Coppa del Portogallo: 1

Academica: 2011-2012
- Campionato NASL II: 1

San Francisco Deltas: 2017